# Wanafarna
Wanafarna (Wanat-hvarnah, Onaphernes, Anaphas oder Onophas, Holofernes) war der Satrap der Kadusier.

## Geschichte
Ferdinand Justi identifiziert Onaphernes (Wanafarna) mit dem persischen Heerführer Otanes.